# Cardeña
Cardeña è un comune spagnolo di 1 795 abitanti situato nella comunità autonoma dell'Andalusia, in provincia di Cordova. Fa parte della comarca di Los Pedroches.